# Oncidium toachicum
Oncidium toachicum är en orkidéart som beskrevs av Dodson. Oncidium toachicum ingår i släktet Oncidium och familjen orkidéer. Inga underarter finns listade i Catalogue of Life.